# Izraeli új sékel
Az új sékel Izrael hivatalos pénzneme 1986. január 1. óta, amikor felváltotta a (régi) sékelt, amely az izraeli fontot követően, 1980. február 24-től volt használatban.

## Története
Az 1980-as évek eleji infláció miatt szükség volt új pénznem bevezetésére.
2003. január 1-je óta az új sékel szabadon átváltható pénznem. 2006. május 7-e óta a Chicagói Kereskedelmi Tőzsdén új sékelben kifejezett származékos ügyletek is elérhetők.

## Érmék
| Kép | Névérték    | Tulajdonságok    | Tulajdonságok | Tulajdonságok | Tulajdonságok                                  | Leírás    | Leírás                                          | Leírás                                                 | Dátum               | Dátum            |
| Kép | Névérték    | átmérő           | vastagság     | tömeg         | összetétel                                     | szegély   | előlap                                          | hátlap                                                 | kibocsátás          | visszavonás      |
| --- | ----------- | ---------------- | ------------- | ------------- | ---------------------------------------------- | --------- | ----------------------------------------------- | ------------------------------------------------------ | ------------------- | ---------------- |
|     | 1 agora     | 17 mm            |               | 2 g           | alumínium-bronz 92% réz 6% alumínium 2% nikkel | sima      | ősi gálya, állami embléma                       | névérték és dátum, "Israel" héberül, arabul és angolul | 1985. szeptember 4. | 1991. április 1. |
|     | 5 agora     | 19,5 mm          |               | 3 g           | alumínium-bronz 92% réz 6% alumínium 2% nikkel | sima      | A Róma elleni háború negyedik évéből való érme. | névérték és dátum, "Israel" héberül, arabul és angolul | 1985. szeptember 4. | 2008. január 1.  |
|     | 10 agora    | 22 mm            |               | 4 g           | alumínium-bronz 92% réz 6% alumínium 2% nikkel | sima      | Mattathias Antigonus                            | névérték és dátum, "Israel" héberül, arabul és angolul | 1985. szeptember 4. | forgalomban      |
|     | ½ új sékel  | 26 mm            |               | 6,5 g         | alumínium-bronz 92% réz 6% alumínium 2% nikkel | sima      | Líra, állami embléma,                           | névérték és dátum, "Israel" héberül, arabul és angolul | 1985. szeptember 4. | forgalomban      |
|     | 1 új sékel  | 18 mm            |               | 4 g           | kupronikkel 75% réz 25% nikkel                 | sima      | Liliom, "Yehud", állami embléma                 | névérték és dátum, "Israel" héberül, arabul és angolul | 1985. szeptember 4. | forgalomban      |
|     | 2 új sékel  | 21,6 mm          | 2,3 mm        | 5,7 g         | nikkel                                         | sima      | 2 bőségszaru, állami embléma                    | névérték és dátum, "Israel" héberül, arabul és angolul | 2007. december 9.   | forgalomban      |
|     | 5 új sékel  | 24 mm            | 2,4 mm        | 8,2 g         | kupronikkel 75% réz 25% nikkel                 | 12 oldalú | állami embléma                                  | névérték és dátum, "Israel" héberül, arabul és angolul | 1990. január 2.     | forgalomban      |
|     | 10 új sékel | 23 mm mag: 16 mm | 2,2 mm        | 7 g           | gyűrű: nikkel mag: bronz                       | bordás    | pálmafa hét levéllel, állami embléma            | névérték és dátum, "Israel" héberül, arabul és angolul | 1995. február 7.    | forgalomban      |

## Bankjegyek

### 1999-es sorozat
A 20 új sékeles bankjegyet polimerből és papírból is nyomtatták, az 500-as címletet ugyan megtervezték, de nem került forgalomba..
| Kép | Névérték     | Méret      | Szín  | Előoldal           | Hátoldal                                            |
| --- | ------------ | ---------- | ----- | ------------------ | --------------------------------------------------- |
|     | 20 új sékel  | 71x 138 mm | zöld  | Móse Sárett        | zsidó önkéntesek a második világháborúban, őrtorony |
|     | 50 új sékel  | 71x 138 mm | bíbor | Shmuel Yosef Agnon | Agnon naplója, toll és papír, Jeruzsálem            |
|     | 100 új sékel | 71x 138 mm | barna | Jichák Ben Cví     | zsinagóga                                           |
|     | 200 új sékel | 71x 138 mm | vörös | Zalman Shazar      | Safed egyik utcája, szöveg Shazar esszéjéből        |

### 2013-as sorozat
2013-ban, illetve 2014-ben új bankjegysorozatot bocsátottak ki.
| Kép | Névérték     | Méret       | Szín         | Leírás                   | Leírás              | Dátumok   | Dátumok              | Dátumok     |
| Kép | Névérték     | Méret       | Szín         | előoldal                 | hátoldal            | nyomtatás | kibocsátás           | visszavonás |
| --- | ------------ | ----------- | ------------ | ------------------------ | ------------------- | --------- | -------------------- | ----------- |
|     | 20 új sékel  | 129 x 71 mm | vörös        | Rachel (Bluwstein) költő | galileai tengerpart | 2013      | 2017. november 23.   | forgalomban |
|     | 50 új sékel  | 136 x 71 mm | zöld         | Shaul Tchernichovsky     | korinthoszi oszlop  | 2014      | 2014. szeptember 16. | forgalomban |
|     | 100 új sékel | 143 x 71 mm | narancssárga | Leah Goldberg            | gazella, menóra     | 2014      | 2017. november 23.   | forgalomban |
|     | 200 új sékel | 150 x 71 mm | kék          | Natan Alterman           | faágak; menóra      | 2015      | 2015. december 23.   | forgalomban |